# 高橋みお
高橋 みお（たかはし みお、1996年5月2日 - ）は、日本のタレント、アイドル、女優、モデル。東京都出身。
アイドルレーベル Label The Garden の女性アイドルユニット Flower Notes の元メンバー。煌めき☆アンフォレントの元メンバー。

## 略歴
2011年
- 乃木坂46 の1期生オーディションに応募したが、書類審査で落選[4]。

2012年
- AKB48 第十一回研究生（14期生）オーディションを受け、落選 [注 1]。

2013年
- 9月22日、「AKB48グループ ドラフト会議 候補生オーディション」3次審査において合格し、ドラフト候補生となる[6]。
- ドラフト候補生としての活動期間は、9/22～11/10。その間、AKB48公式サイトにてプロフィール、プロフィール動画が公開された。また、「候補者日記」というタイトルで公式ブログが与えられ、高橋は、9/30～11/9まで、合計40回、投稿をおこなった。「みおちん」というニックネームはこのときのブログへのコメントを通じたファンとのやりとりの中で決められている。キャッチフレーズは「アモーレミオ！わたしの笑顔をみお！華のセブンティーン、高校二年生の "みおちん" こと高橋美緒です♪( ´▽｀)」 TV番組にも合計7回出演している。「AKBINGO!」 10/9、10/16、10/23、10/30、11/6放送分、「AKB子兎道場」 11/1、11/8放送分。また、ドラフト会議終了後に放送されたドキュメンタリー番組においてもその映像が流れた。「AKB48グループ ドラフト会議 密着ドキュメント」 11/18放送、「AKB子兎道場」 11/22放送分[7][8][9][10][11][12][13][14]。この期間に握手会デビューもしている[15][動画 1]。
- 11月4日、ドラフト候補生が国内のAKB48グループの劇場で公演の前座として出演、高橋はHKT48劇場に出演し、センターを務める[動画 1] [動画 2] [5]。
- 11月10日、「第1回AKB48グループ ドラフト会議」において、どのチームからも指名されず落選となる。

2014年
- 6月15日、ななのん (なあ坊豆腐@那奈と前田希美) のバースデーイベント[16]にバックダンサーとして出演[17][18][19]。

2015年
- 3月、ワタナベエンターテイメントスクール(WES)卒業（20期生）[20][4]
- 8月、欅坂46 の1期生オーディションの3次審査を通過し、ファイナリストとして最終審査に臨んだが、落選[4]。

2016年
- 4月8日、日本コロムビアの初のアイドルレーベル Label The Garden の公式ホームページにて、第1弾のメンバーとして、プロフィールが公開された[21]。また、同日、メンバー個人の公式Twitterアカウントにて発信を開始[22]。
- Label The Garden の第1弾メンバー14人の構成は、2015年に開催された『コロムビアアイドルオーディション2015』 (CIA) の合格者11人、およびその他のメンバー3人とされているが[21]、高橋はそのうち、その他の3人にふくまれる。これについて、雑誌のインタビューに答えて次のように話している。

- 4月15日より、Label The Garden の初の冠レギュラー番組である「コロムビアアイドル育成バラエティ“14☆少女奮闘記！”～メジャーデビューへの道～」に出演[23]。
- 4月30日、「ニコニコ超会議2016」に Label The Garden のメンバーとして出演した際、自己紹介にて Label The Garden のリーダーであると表明[24]、同日、Twitter上でも告知された[2]。
- 5月16日、著名人向けブログサービスLINEBLOGにて Label The Garden の公式ブログが開設され、メンバーの一人として投稿を開始[25][26]。
- 6月10日、所属するグループの名称が 「seeDream」 と決まり、ひきつづきそのリーダーとして活動していくこととなった。また合わせて、ライブ配信サービス 「きみだけLIVE」、アイドル応援アプリ 「CHEERZ」 への参加も発表された[27][28]。
- 8月5日、TOKYO IDOL FESTIVAL2016において、ステージデビュー[29]。
- 8月6日 AM0:00、seeDream 初シングルの全世界配信が開始され、メンバーとして参加（Label The Garden#作品を参照）[30]。
- 9月2日、LTGからの初のメジャーデビューとなるユニット、Flower Notes の選抜メンバーに選ばれる。これにより seeDream としての活動は終了となり、所属は、Flower Notes へ移行することとなった[3] [31][32]。
- 12月7日、シングル「恋花」 で Flower Notes のメンバーとしてメジャーデビュー。
- 7月19日、Flower Notes の2ndシングル「Let It Flow」 がリリース。

2018年
- 3月31日、Flower Notesがこの日限りで解散。
- 5月3日、東京ストリートコレクションに出演[4]。
- 12月24日、煌めき☆アンフォレントに加入[33][34]。

2020年
- 7月11日、「ミスFLASH2021」にエントリー[35]。
- 10月4日、「ミスFLASH2021」のファイナリストに選出される[36][1]。
- 11月10日、11月29日に煌めき☆アンフォレントを卒業することを発表。
- 11月29日、煌めき☆アンフォレントを卒業。

2021年
- 1月18日、「ミスFLASH2021」の最終結果が発表されたが、グランプリ及び上位入賞はならなかった[37]。

2022年
- ドラマ「メンタル強め美女白川さん」に出演。

## 人物
- 愛称は、みおちん[38]。
- キャッチフレーズは、「あなたも～あなたも～アモーレ・ミオ! LTGのリーダー、おしゃれ大好き、みおちんこと高橋みおです!」[39][25]。
- 好きな食べ物は、チョコ、フルーツ、アサイーボウル、スムージー、マカロン、グミ、お寿司、牛タン、焼き鳥、甘いものが大好き[25]。
- 好きなものは、買い物、お洋服、nail、ぴんく、アリエル[25]。
- 特技は、どこでも眠れること、ドラム[38]。

## 出演

### TV
- 全力坂（2021年6月8日、2021年6月21日 テレビ朝日）
- メンタル強め美女白川さん（2022年4月7日 - 6月23日、テレビ東京）- 永井麻里 役[40][41][42]